# کوکوشکی
کوکوشکی (به لاتین: Kokoszki) یک منطقهٔ مسکونی در لهستان است که در گدانسک واقع شده‌است. کوکوشکی ۱۹٫۹۴ کیلومتر مربع مساحت و ۹٬۶۹۳ نفر جمعیت دارد.